# Nottingham (New Hampshire)
Nottingham – miasto w Stanach Zjednoczonych, w stanie New Hampshire, w hrabstwie Rockingham.